# Antoine Valls
Antoine Valls est un footballeur franco-espagnol, né le 25 mai 1946 à Barcelone en Espagne, évoluant au poste d'attaquant du milieu des années 1960 jusqu'au milieu des années 1970.

## Biographie
Il dispute un total de 91 matchs en Division 1, inscrivant 29 buts, et 106 matchs en Division 2, marquant 25 buts.
Il réalise sa meilleure performance en Division 1 lors de la saison 1964-1965, où il inscrit 11 buts en championnat avec le Nîmes Olympique. Il est l'auteur de quatre doublés cette saison là, avec deux doublés lors des deux premières journées.
Il réalise sa meilleure performance en Division 2 lors de la saison 1967-1968, où il marque 15 buts avec Nîmes. Le 3 mars 1968, il est l'auteur d'un triplé lors de la réception de l'USL Dunkerque (victoire 4-0).

## Palmarès
- Vice-champion de France de D2 en 1968 avec le Nîmes Olympique